# Renate Cyll
Renate Cyll (* 1931) ist eine deutsche Schauspielerin und Hörspielsprecherin.

## Leben
Über das Leben der 1931 geborenen Renate Cyll sind nur lückenhafte Informationen vorhanden. Bereits in der Spielzeitankündigung 1950/1951 des Kreistheaters Chemnitz/Rochlitz findet sie eine ausführliche Erwähnung. Anschließend hatte sie ein Engagements am Theater in Rudolstadt und in den 1970er Jahren ist ein Auftritt am Theater in Altenburg nachgewiesen. Bereits in der DDR stand sie mehrfach für die DEFA und das Fernsehen der DDR vor der Kamera. Nach der Wende konnte sie ihre Karriere im Film und Fernsehen fortsetzen. Mit ihrer Stimme wirkte sie in mehreren Hörspielen des Rundfunks der DDR mit.

## Filmografie
- 1974: Orpheus in der Unterwelt
- 1974: Die Frauen der Wardins (Fernseh-Dreiteiler)
- 1983: Fariaho
- 1983: Es geht einer vor die Hunde (Fernsehfilm)
- 1984: Polizeiruf 110: Schwere Jahre (2. Teil) (Fernsehreihe)
- 1985: Zahn um Zahn (Fernsehserie, 1 Episode)
- 1992: Wie ein Licht in dunkler Nacht
- 1993: Der Landarzt (Fernsehserie, 1 Episode)
- 1998: Löwenzahn (Fernsehserie, 1 Episode)
- 2000: Schloss Einstein (Fernsehserie, 1 Episode)
- 2002: Streit um drei (Fernsehserie, 1 Episode)
- 2004: Schloss Einstein (Fernsehserie, 2 Episoden)
- 2004: Die Blindgänger
- 2006: Der letzte Zeuge (Fernsehserie, 1 Episode)
- 2010: Schloss Einstein (Fernsehserie, 2 Episoden)
- 2011: Stilles Tal (Fernsehfilm)

## Theater
- 1954: Wolfgang Böttcher/Ilse Nürnberg/Benno Lipinski: Ehe eine Ehe eine Ehe wird – Regie: Wolfram Handel (Theater Rudolstadt)
- 1954: Friedrich Schiller: Maria Stuart (Maria Stuart) – Regie: Herbert F. Müller  (Theater Rudolstadt)
- 1955: Gotthold Ephraim Lessing: Minna von Barnhelm – Regie: Walter Bechstein  (Theater Rudolstadt)
- 1955: Friedrich Schiller: Die Räuber – Regie: Herbert Schneider (Theater Rudolstadt)
- 1955: André Birabeau: Das Paradies – Regie: Herbert F. Müller (Theater Rudolstadt)
- 1955: Alexei Arbusow: Verschlungene Wege – Regie: Herbert Schneider (Theater Rudolstadt)
- 1955: William Shakespeare: Was ihr wollt – Regie: Herbert F. Müller (Theater Rudolstadt)
- 1974: Bertolt Brecht: Der gute Mensch von Sezuan – Regie: Volker Trauth (Landestheater Altenburg)

## Hörspiele
- 1970: Aischylos: Prometheus (Okeaniden) – Regie: Walter Niklaus (Hörspiel – Rundfunk der DDR)
- 1970: Erwin Strittmatter/Horst Heitzenröther: Die kleine Mühle im Herzen (Köchin) – Regie: Walter Niklaus (Hörspiel aus der Reihe Der Wundertäter – Rundfunk der DDR)
- 1972: Horst Tuchel: Brigadegeschichten: Theaterbesuch (Frau) – Regie: Wolfgang Brunecker (Kurzhörspiel – Rundfunk der DDR)
- 1978: Gisela Richter-Rostalski: Zwillinge oder Nimm dir ein Beispiel an Evelin (Kollegin) – Regie: Christa Kowalski (Kinderhörspiel – Rundfunk der DDR)
- 1982: Scholem Alejchem: Schir-ha-Schirim – Regie: Horst Liepach (Hörspiel – Rundfunk der DDR)